# Adoketophyton
Adoketophyton C.S.Li & D.Edwards (1992) es un género de plantas extintas descrito a partir del descubrimiento en 1992 de sus restos fósiles en la Formación Posongchong de la provincia de Yunnan, China. Por la cronología de los sedimentos en los que se localizaron sus restos fósiles el género fue datado en el periodo Pragiense (Siegense según sus descubridores) del Devónico inferior, entre 411 a 407 millones de años.
Los restos fósiles a partir de los cuales se describió este género son muy fraccionarios teniendo el mayor de ellos unos 9 cm de longitud. Adoketophyton subverticillatum poseía tallos aéreos cilíndricos, presumiblemente fotosintéticos, de los que se desconoce su longitud máxima y que presentan un diámetro de entre 0,85 y 2,6 milímetros. En Adoketophyton parvulum se ha observado en la zona terminal de las ramificaciones estructuras de crecimiento circinado. Algunos especímenes permiten la observación de parte de su estructura interna. Se aprecia la presencia de células con paredes engrosadas, similares a traqueidas formando un cilindro vascular con estela centrarca.
El elemento más destacable de este género es su estructura reproductora situada en el extremo de las ramificaciones laterales a unos 3 a 7 milímetros de la bifurcación. Esta estructura es un estróbilo, de hasta 90 milímetros de longitud en Adoketophyton subverticillatum y 17 milímetros en Adoketophyton parvulus, formado por varias unidades similares a brácteas de inserción lateral, opuesta y decusada respecto al eje de la ramificación en cuatro verticilos. La morfología de estas brácteas es conchoide con un corto apéndice de unión al eje con sección circular. En la zona adaxial de la bráctea, emergiendo en la zona plana de esta, se situaban los esporangios con un corto apéndice basal. Estos esporangios, característicamente biconvexos poseían dehiscencia marginal, quedando divididos en dos valvas. Se ha interpretado la presencia de las brácteas, que también se han identificado en otros vegetales del Devónico como Uksunaiphyton, como parte de un sistema de nutrición o protección para los esporangios y se descarta que sean estructuras antecesoras de macrófilos. La presencia de un estróbilo induce a situar a Adoketophyton dentro del clado Lycophyta pero la total ausencia de micrófilos parece descartar esta posibilidad. También se ha sugerido la adhesión del género al clado Barydophytales aunque la presencia de una estela centrarca y no exarca no sustentan la afinidad. Sus descubridores se muestran cautos al asignar posición taxonómica al género, manteniéndolo como incertae sedis.